# Cladopelma viridulum
Cladopelma viridulum är en tvåvingeart som först beskrevs av Carl von Linné 1767.  Cladopelma viridulum ingår i släktet Cladopelma, och familjen fjädermyggor. Arten är reproducerande i Sverige.